# Cal Merot
Cal Merot és una casa de Cantallops (Alt Empordà) inclosa a l'Inventari del Patrimoni Arquitectònic de Catalunya.

## Descripció
Situada al sud-oest del nucli urbà de la població de Cantallops, a l'entrada de la població per la carretera que porta a la Jonquera (GI-601), formant cantonada entre els carrers Figueres i Joan Maragall.
Casa cantonera amb jardí posterior de planta irregular (lleugerament trapezoïdal), amb la coberta de teula de dos vessants i distribuïda en planta baixa i pis. Té tres crugies perpendiculars a la façana principal, orientada a ponent. La planta baixa presenta tres grans arcs carpanells bastits en maons. Els dos laterals són cecs mentre que el central es correspon amb l'accés principal a l'interior. La porta és de fusta i presenta una reixa de ferro decorada a la part superior, amb l'any de construcció 1868. Al pis també hi ha tres finestrals d'arc carpanell bastits en maons; el central dona sortida a un balcó exempt amb la llosana motllurada i la barana de ferro treballada. Aquests finestrals presenten una motllura decorativa a la part superior. El coronament de l'edifici consisteix en una cornisa decorada amb motius geomètrics, damunt la que s'assenta un plafó d'obra que amaga la coberta. La façana del carrer Figueres presenta cinc arcs carpanells cecs a la planta baixa, tot i que dos d'ells formen part del mur de tanca del jardí. Al pis hi ha tres finestrals cegats de les mateixes característiques, decorats amb una motllura que els uneix. La casa presenta un cos rectangular adossat a migdia, que està cobert per una terrassa al pis i que s'utilitza de magatzem. Les obertures d'aquest volum són d'arc rebaixat, tot i que cegades i reformades.
La construcció és bastida en pedra sense treballar lligada amb morter, excepte a les cantonades que hi ha grans carreus de pedra ben escairats. Les refeccions són fetes de maons.